# Route 66 (serie televisiva)
Route 66 è una serie televisiva di avventura statunitense, andata in onda per quattro stagioni, dal 1960 al 1964, sulla CBS.
I protagonisti delle prime tre stagioni sono stati interpretati dagli attori Martin Milner e George Maharis, mentre nell'ultima stagione quest'ultimo viene sostituito con Glenn Corbett.

## Trama
Due giovani attraversano gli Stati Uniti d'America a bordo di una Chevrolet Corvette, percorrendo la U.S. Route 66. I loro viaggi sono caratterizzati da eventi e avventure. Uno di loro, Tod Stiles, si è da poco laureato ma, anche a causa di circostanze indipendenti dalla sua volontà, si ritrova con un futuro ancora incerto. Tod viene originariamente accompagnato nei suoi viaggi da Buz Murdock, un amico ed ex dipendente di suo padre. Successivamente Buz si ammala e Tod incontrato un veterano del Vietnam, con cui continua a viaggiare.

## Registi
Lista parziale
- David Lowell Rich (21 episodi)
- Arthur Hillter (12 ep.)
- James Sheldon (10 ep.)
- Alvin Ganzer (9 ep.)
- Philip Leacock (7 ep.)

## Crediti di scrittura e autori
Lista parziale
- Stirling Silliphant (116 episodi) - ideatore
- Herbert B. Leonard (115 ep.) - ideatore
- Howard Rodman (65 ep.)

## Episodi
| Stagione         | Episodi | Prima TV USA | Prima TV Italia |
| ---------------- | ------- | ------------ | --------------- |
| Prima stagione   | 30      | 1960-1961    |                 |
| Seconda stagione | 32      | 1961-1962    |                 |
| Terza stagione   | 31      | 1962-1963    |                 |
| Quarta stagione  | 23      | 1963-1964    |                 |